# Epidendrum reclinatum
Epidendrum reclinatum är en orkidéart som beskrevs av Germán Carnevali och Ivón Mercedes Ramírez Morillo. Epidendrum reclinatum ingår i släktet Epidendrum och familjen orkidéer. Inga underarter finns listade i Catalogue of Life.